# Liste der Städte und Gemeinden in Thüringen

Gliederung Thüringens in Kommunen, Kommunalverbände und Landkreise (Stand 1. Januar 2024)

Die Liste der Städte und Gemeinden in Thüringen enthält die Städte und Gemeinden im deutschen Land Thüringen. 
Es besteht aus insgesamt
- 605 politisch selbständigen Gemeinden (Stand: 1. Januar 2024).

Diese verteilen sich wie folgt:
- 117 Städte, darunter
  - 005 kreisfreie Städte (darunter die Landeshauptstadt Erfurt),
  - 001 Große Kreisstadt,
  - 005 Große kreisangehörige Städte,
  - 080 selbständige Städte (sie erledigen alle Aufgaben in eigener Zuständigkeit – 23 Städte davon sind erfüllende Gemeinden),
  - 026 sonstige Städte (davon 24 in Verwaltungsgemeinschaften),

- 488 sonstige Gemeinden, darunter
  - 056 selbständige Gemeinden (sie erledigen alle Aufgaben in eigener Zuständigkeit – 15 davon sind erfüllende Gemeinden),
  - 432 sonstige Gemeinden.

368 Gemeinden haben sich zur Erledigung ihrer Verwaltungsgeschäfte in 42 Verwaltungsgemeinschaften zusammengeschlossen.
Eine Besonderheit in Thüringen sind erfüllende Gemeinden. 38 Gemeinden, die keiner Verwaltungsgemeinschaft angehören, sind erfüllende Gemeinden für 90 weitere Gemeinden.
31 der Gemeinden werden als Landgemeinden bezeichnet. Sie können gleichzeitig Städte sein.

## Landgemeinden
| - Am Ettersberg - Am Ohmberg - An der Schmücke (Stadt) - Artern (Stadt) - Auma-Weidatal (Stadt) - Bad Sulza (Stadt) - Bleicherode (Stadt) - Buttstädt - Dingelstädt (Stadt) - Drei Gleichen - Georgenthal | - Geratal - Grammetal - Greußen (Stadt) - Großbreitenbach (Stadt) - Harztor - Heringen/Helme (Stadt) - Hörsel - Ilmtal-Weinstraße - Kindelbrück - Mohlsdorf-Teichwolframsdorf - Nesse-Apfelstädt | - Nessetal - Nottertal-Heilinger Höhen (Stadt) - Roßleben-Wiehe (Stadt) - Schwarzatal (Stadt) - Sonnenstein - Südeichsfeld - Uder - Unstrut-Hainich - Vogtei |

## Kreisfreie Städte
| - Erfurt (Landeshauptstadt) - Gera | - Jena - Suhl | - Weimar |

## „Große Kreisstadt“
- Eisenach

## „Große kreisangehörige Städte“
| - Altenburg (Kreisstadt) - Gotha (Kreisstadt) | - Ilmenau - Mühlhausen/Thüringen (Kreisstadt) | - Nordhausen (Kreisstadt) |

## Gemeinden
Alle politisch selbständigen Gemeinden Thüringens (Städte sind fett und Landgemeinden kursiv dargestellt):

### A
| - Abtsbessingen - Ahlstädt - Albersdorf - Alkersleben - Allendorf - Alperstedt - Altenberga - Altenbeuthen | - Altenburg (Kreisstadt) - Am Ettersberg - Am Ohmberg - Amt Creuzburg - Amt Wachsenburg - An der Schmücke - Andisleben | - Apolda (Kreisstadt) - Arenshausen - Arnstadt (Kreisstadt) - Artern - Asbach-Sickenberg - Auengrund - Auma-Weidatal |

### B
| - Bad Berka - Bad Blankenburg - Bad Frankenhausen/Kyffhäuser - Bad Klosterlausnitz - Bad Köstritz - Bad Langensalza - Bad Liebenstein - Bad Lobenstein - Bad Salzungen (Kreisstadt) - Bad Sulza - Bad Tabarz - Bad Tennstedt - Ballhausen - Ballstedt - Barchfeld-Immelborn - Bechstedt - Beinerstadt - Bellstedt - Belrieth | - Berga-Wünschendorf - Berka v. d. Hainich - Berlingerode - Bethenhausen - Bibra - Bienstädt - Birx - Bischofrod - Bischofroda - Blankenburg - Blankenhain - Bleicherode - Bobeck - Bocka - Bodelwitz - Bodenrode-Westhausen - Bornhagen - Borxleben - Bösleben-Wüllersleben | - Brahmenau - Braunichswalde - Brehme - Breitenworbis - Breitungen/Werra - Bremsnitz - Brotterode-Trusetal - Bruchstedt - Brünn/Thür. - Bucha - Büchel - Buchfart - Buhla - Bürgel - Burgwalde - Buttlar - Buttstädt - Büttstedt |

### C
| - Caaschwitz - Christes | - Clingen - Crimla | - Crossen an der Elster - Cursdorf |

### D
| - Dachwig - Deesbach - Dermbach - Dieterode - Dietzenrode-Vatterode - Dillstädt - Dingelstädt | - Dingsleben - Dittersdorf - Dobitschen - Döbritschen - Döbritz - Döllstädt | - Dornburg-Camburg - Dornheim - Döschnitz - Drei Gleichen - Dreitzsch - Drognitz |

### E
| - Ebeleben - Eberstedt - Ecklingerode - Eckstedt - Effelder - Ehrenberg - Eichenberg (bei Jena) - Eichenberg (bei Suhl) - Eineborn - Einhausen | - Eisenach (Große Kreisstadt) - Eisenberg (Kreisstadt) - Eisfeld - Elgersburg - Elleben - Ellingshausen - Ellrich - Elxleben (am Steiger) - Elxleben (an der Gera) | - Emleben - Empfertshausen - Endschütz - Erbenhausen - Erfurt (Landeshauptstadt) - Eschenbergen - Eßbach - Ettersburg - Etzleben |

### F
| - Fambach - Ferna - Floh-Seligenthal - Fockendorf - Föritztal - Frankenblick | - Frankendorf - Frankenheim/Rhön - Frauenprießnitz - Freienbessingen - Freienhagen | - Freienorla - Fretterode - Friedelshausen - Friedrichroda - Friemar |

### G
| - Gangloffsömmern - Gauern - Gebesee - Gefell - Gehofen - Geisa - Geisenhain - Geisleden - Geismar - Georgenthal - Gera (kreisfreie Stadt) - Geratal - Gerbershausen - Gernrode - Geroda - Gerstenberg - Gerstengrund - Gerstungen - Gertewitz - Gierstädt | - Gneus - Göhren - Goldisthal - Göllnitz - Golmsdorf - Göpfersdorf - Görkwitz - Görsbach - Göschitz - Gösen - Gössitz - Gößnitz - Gotha (Kreisstadt) - Grabfeld - Gräfenthal - Graitschen bei Bürgel - Grammetal - Greiz (Kreisstadt) - Greußen - Griefstedt | - Grimmelshausen - Grobengereuth - Großbartloff - Großbockedra - Großbreitenbach - Großenstein - Großeutersdorf - Großfahner - Großheringen - Großlöbichau - Großlohra - Großmölsen - Großneuhausen - Großpürschütz - Großrudestedt - Großschwabhausen - Großvargula - Grub - Gumperda - Günstedt |

### H
| - Hainichen - Hainspitz - Hammerstedt - Harth-Pöllnitz - Hartmannsdorf - Harztor - Haselbach - Haßleben - Haussömmern - Haynrode - Heideland - Heilbad Heiligenstadt (Kreisstadt) - Helbedündorf | - Heldburg - Henfstädt - Herbsleben - Heringen/Helme - Hermsdorf - Hetschburg - Heukewalde - Heuthen - Heyersdorf - Hilbersdorf - Hildburghausen (Kreisstadt) - Hirschberg - Hirschfeld | - Hohenfelden - Hohengandern - Hohenleuben - Hohenstein - Hohenwarte - Holzsußra - Hornsömmern - Hörsel - Hörselberg-Hainich - Hummelshain - Hundhaupten |

### I
| - Ilmenau | - Ilmtal-Weinstraße |

### J
| - Jena (kreisfreie Stadt) | - Jenalöbnitz | - Jonaswalde |

### K
| - Kahla - Kalbsrieth - Kaltennordheim - Kammerforst - Kapellendorf - Karlsdorf - Katzhütte - Kauern - Kaulsdorf - Kehmstedt - Keila - Kella - Kiliansroda - Kirchgandern - Kindelbrück | - Kirchheilingen - Kirchworbis - Kirschkau - Kleinbockedra - Kleinebersdorf - Kleineutersdorf - Kleinfurra - Kleinmölsen - Kleinneuhausen - Kleinschwabhausen - Klettbach - Kloster Veßra - Kölleda - Königsee | - Korbußen - Körner - Kospoda - Kraftsdorf - Kranichfeld - Krauthausen - Krayenberggemeinde - Kriebitzsch - Krölpa - Krombach - Kühndorf - Küllstedt - Kutzleben - Kyffhäuserland |

### L
| - Laasdorf - Langenleuba-Niederhain - Langenorla - Langenwetzendorf - Langenwolschendorf - Lauscha - Lausnitz bei Neustadt an der Orla - Lauterbach - Lederhose - Lehesten (bei Jena) - Lehesten (Frankenwald) | - Lehnstedt - Leimbach - Leinefelde-Worbis - Lemnitz - Lengfeld - Leutenberg - Leutersdorf - Linda b. Weida - Lindenkreuz - Lindewerra - Lindig | - Lippersdorf-Erdmannsdorf - Lipprechterode - Löberschütz - Löbichau - Lödla - Löhma - Lucka - Luisenthal |

### M
| - Magdala - Marisfeld - Markvippach - Marolterode - Marth - Martinroda - Masserberg - Mechelroda - Mehmels - Mehna | - Meiningen (Kreisstadt) - Mellingen - Mertendorf - Meura - Meusebach - Meuselwitz - Miesitz - Milda - Mittelpöllnitz - Mittelsömmern | - Möckern - Mohlsdorf-Teichwolframsdorf - Molschleben - Mönchpfiffel-Nikolausrieth - Monstab - Mörsdorf - Moßbach - Moxa - Mühlhausen/Thüringen (Kreisstadt) - Münchenbernsdorf |

### N
| - Nauendorf - Nausnitz - Nazza - Nesse-Apfelstädt - Nessetal - Neubrunn - Neuengönna | - Neuhaus am Rennweg - Neumark - Neundorf (bei Schleiz) - Neustadt an der Orla - Niederbösa - Niedergebra - Niederorschel | - Niedertrebra - Nimritz - Nobitz - Nöda - Nordhausen (Kreisstadt) - Nottertal-Heilinger Höhen - Nottleben |

### O
| - Oberbodnitz - Oberbösa - Oberheldrungen - Oberhof - Obermaßfeld-Grimmenthal - Oberoppurg - Oberstadt | - Obertrebra - Oberweid - Oechsen - Oettern - Oettersdorf - Ohrdruf - Ollendorf | - Oppershausen - Oppurg - Orlamünde - Osthausen-Wülfershausen - Ostramondra - Ottendorf |

### P
| - Paitzdorf - Paska - Petersberg - Peuschen - Pfaffschwende | - Pferdingsleben - Plaue - Plothen - Pölzig - Ponitz | - Pörmitz - Posterstein - Pößneck - Poxdorf - Probstzella |

### Q
| - Quaschwitz |

### R
| - Ranis - Rastenberg - Rattelsdorf - Rauda - Rauschwitz - Rausdorf - Reichenbach - Reichstädt - Reinholterode - Reinsdorf - Reinstädt - Remptendorf - Renthendorf | - Reurieth - Rhönblick - Riethnordhausen - Ringleben (bei Gebesee) - Rippershausen - Ritschenhausen - Rittersdorf - Rockstedt - Rohr - Rohrbach (bei Saalfeld) - Rohrberg - Römhild - Ronneburg | - Rosa - Rosendorf - Rosenthal am Rennsteig - Rositz - Roßdorf - Roßleben-Wiehe - Rothenstein - Rückersdorf - Rudolstadt - Ruhla - Rustenfelde - Ruttersdorf-Lotschen |

### S
| - Saalburg-Ebersdorf - Saalfeld/Saale (Kreisstadt) - Saara (bei Gera) - Schachtebich - Schalkau - Scheiditz - Schimberg - Schkölen - Schlechtsart - Schleid - Schleifreisen - Schleiz (Kreisstadt) - Schleusegrund - Schleusingen - Schlöben - Schloßvippach - Schmalkalden - Schmeheim - Schmiedehausen - Schmieritz - Schmölln - Schmorda | - Schöndorf - Schöngleina - Schöps - Schwaara - Schwabhausen - Schwallungen - Schwarza - Schwarzatal - Schwarzbach - Schwarzburg - Schweickershausen - Schwerstedt (bei Straußfurt) - Schwobfeld - Seebach - Seelingstädt - Seisla - Seitenroda - Serba - Sickerode - Silbitz - Sitzendorf - Solkwitz | - Sollstedt - Sömmerda (Kreisstadt) - Sondershausen (Kreisstadt) - Sonneberg (Kreisstadt) - Sonneborn - Sonnenstein - Sprötau - Stadtilm - Stadtroda - Starkenberg - St. Bernhard - Steinach - Steinbach (Eichsfeld) - Steinbach-Hallenberg - St. Gangloff - Straufhain - Straußfurt - Südeichsfeld - Suhl (kreisfreie Stadt) - Sulza - Sundhausen |

### T
| - Tambach-Dietharz - Tanna - Tastungen - Tautenburg - Tautendorf - Tautenhain - Tegau - Teichwitz - Teistungen | - Themar - Thierschneck - Thonhausen - Tissa - Tömmelsdorf - Tonna - Tonndorf - Topfstedt - Tottleben | - Treben - Trebra - Treffurt - Triptis - Tröbnitz - Tröchtelborn - Trockenborn-Wolfersdorf - Tüttleben |

### U
| - Uder - Udestedt - Uhlstädt-Kirchhasel - Ummerstadt - Umpferstedt | - Unstrut-Hainich - Unstruttal - Unterbodnitz - Unterbreizbach - Untermaßfeld | - Unterweißbach - Unterwellenborn - Urbach - Urleben - Utendorf |

### V
| - Vacha - Vachdorf - Veilsdorf | - Vogelsberg - Vogtei - Volkerode | - Volkmannsdorf - Vollersroda - Vollmershain |

### W
| - Wachstedt - Wahlhausen - Waldeck - Walpernhain - Walschleben - Waltersdorf - Waltershausen - Wasserthaleben - Wasungen - Wehnde - Weida - Weilar - Weimar (kreisfreie Stadt) | - Weira - Weißbach - Weißenborn - Weißendorf - Weißensee - Wernburg - Werningshausen - Werra-Suhl-Tal - Werther - Westgreußen - Westhausen (bei Hildburghausen) - Wichmar - Wiegendorf | - Wiesenfeld - Wiesenthal - Wilhelmsdorf - Windischleuba - Wingerode - Witterda - Witzleben - Wundersleben - Wurzbach - Wutha-Farnroda |

### Z
| - Zedlitz - Zella-Mehlis - Zeulenroda-Triebes | - Ziegenrück - Zimmern | - Zimmernsupra - Zöllnitz |